# Lance Kinsey
Lance Kinsey (Calgary, 13 giugno 1954) è un attore e sceneggiatore canadese, noto soprattutto per il suo ruolo del Tenente Proctor nella serie cinematografica di Scuola di Polizia.
Lance Kinsey è cresciuto a Chagrin Falls, Ohio. Ha frequentato di Hawken a Gates Mills e si è laureato presso la Vanderbit University di Nashville, Tennessee.
È sposato con Nancy, ed ha due figli, Matt e Logan, che vivono a Los Angeles, California.

## Filmografia

### Attore

#### Cinema
- Things Are Tough All Over, regia di Thomas K. Avildsen (1982)
- Doctor Detroit, regia di Michael Pressman (1983)
- Class, regia di Lewis John Carlino (1983)
- Scuola di polizia 2 - Prima missione (Police Academy 2: Their First Assignment), regia di Jerry Paris (1985)
- Scuola di polizia 3 - Tutto da rifare (Police Academy 3: Back in Training), regia di Jerry Paris (1986)
- Scuola di polizia 4 - Cittadini in... guardia (Police Academy 4: Citizens on Patrol), regia di Jim Drake (1987)
- Scuola di polizia 5 - Destinazione Miami (Police Academy 5: Assignment: Miami Beach), regia di Alan Myerson (1988)
- Portrait of a White Marriage, regia di Harry Shearer (1988)
- Scuola di polizia 6 - La città è assediata (Police Academy 6: City Under Siege), regia di Peter Bonerz (1989)
- Wedding Band, regia di Daniel Raskov (1989)
- Nella buona e nella cattiva sorte (Honeymoon Academy), regia di Gene Quintano (1989)
- Perché proprio a me? (Why Me?), regia di Gene Quintano (1990)
- Club Fed, regia di Nat Christian (1990)
- I guerrieri della strada (Masters of Menace), regia di Daniel Raskov (1990)
- Eroe per caso (Hero), regia di Stephen Frears (1992)
- Palle in canna (National Lampoon's Loaded Weapon 1), regia di Gene Quintano (1993)
- Il silenzio dei prosciutti (The Silence of the Hams), regia di Ezio Greggio (1994)
- Cercasi tribù disperatamente (Krippendorf's Tribe), regia di Todd Holland (1998)
- Naked Movie, regia di Sam Henry Kass (2002)
- L'acchiappasogni (DreamcatcherDreamcatcher), regia di Lawrence Kasdan (2003)
- BuzzKill, regia di Steven Kampmann (2012)
- Hi, Lillian, regia di Douglas Wood – cortometraggio (2012)
- X-Men - Giorni di un futuro passato (X-Men: Days of Future Past), regia di Bryan Singer (2014)
- All Stars, regia di Lance Kinsey (2014)
- Come Simi, regia di Jenica Bergere (2015)
- Spare Room, regia di Jenica Bergere (2018)

#### Televisione
- The Duke - serie TV, episodio 1x05 (1979)
- Chicago Story, regia di Harvey S. Laidman e Jerry London - film TV (1981)
- Mai dire sì (Remington Steele) - serie TV, episodio 2x07 (1983)
- Il Saturday Night Live (Saturday Night Live) - serie TV, episodio 9x16 (1984)
- Quartieri alti (Easy Street) - serie TV, episodio 1x15 (1987)
- Dollar for the Dead, regia di Gene Quintano - film TV (1998)
- Outlaw Justice, regia di Bill Corcoran - film TV (1999)
- Twice in a Lifetime - serie TV, episodio 1x19 (2000)
- Amanda Show (The Amanda Show) - serie TV, episodio 2x19 (2000)
- In tribunale con Lynn (Family Law) - serie TV, episodio 3x01 (2001)
- All That - serie TV (2002)
- Agente speciale Sue Thomas (Sue Thomas: F.B.Eye) - serie TV, episodio 1x13 (2003)
- Doc (Doc) - serie TV, episodio 4x19 (2004)
- Pay It Forward - miniserie TV (2019)

### Produttore

#### Cinema
- All Stars (2014)

#### Televisione
- Outlaw Justice, regia di Bill Corcoran - film TV (1999)

### Sceneggiatore

#### Cinema
- Funky Monkey, regia di Harry Basil e Gene Quintano (2004)
- All Stars (2014)

#### Televisione
- Finalmente weekend! (The Weekenders) - serie TV, episodio 1x04 (2000)
- Twice in a Lifetime - serie TV, episodio 2x09 (2000)
- Doc (Doc) - serie TV, episodio 4x03, 4x11, 4x13 (2003–2004)
- Agente speciale Sue Thomas (Sue Thomas: F.B.Eye) - serie TV, 18 episodi (2002–2005)

### Regista
- All Stars (2014)

## Doppiatori italiani
Nelle versioni in italiano delle opere in cui ha recitato, Lance Kinsey è stato doppiato da:
- Mario Cordova in Scuola di polizia 3 - Tutto da rifare, Scuola di polizia 4 - Cittadini in... guardia e Scuola di polizia 5 - Destinazione Miami
- Stefano Benassi in Il silenzio dei prosciutti
- Davide Marzi in Palle in canna
- Sergio Di Giulio in Scuola di polizia 6 - La città è assediata
- Renato Cortesi in Scuola di polizia 2 - Prima missione